# 포항시청
포항시청(浦項市廳, Pohang City Hall)은 경상북도 포항시를 관할하는 지방자치단체 행정기관이다.

## 조직

### 시장
2024년 현재 포항시장은 대한민국 제8회 지방 선거를 통해 재선된 이강덕이다.
- 부시장
- 정책특보
- 정책기획관
- 홍보담당관
- 일자리경제실- 투자기업지원과, 일자리경제노동과, 미래전략산업과, 관광산업과, 재정관리과, 수산진흥과

- 복지국 - 주민복지과, 노인장애인복지과, 여성가족과, 교육청소년과

- 환경국 - 환경정책과, 자원순환과, 그린웨이추진과, 식품산업과

- 도시해양국 - 도시계획과, 도시재생과, 건축과, 공동주택과, 해양산업과, 신북방정책과

- 행정안전국 - 자치행정과, 예산법무과, 안전총괄과, 새마을체육과, 문화예술과, 데이터정보과

- 지진특별지원단 - 방재정책과, 안전도시사업과, 주거안정과

## 산하기관
- 남구청 - 구룡포읍, 연일읍, 오천읍, 대송면, 동해면, 장기면, 호미곶면, 상대동, 해도동, 송도동, 청림동, 제철동, 효곡동, 대이동
- 북구청 - 흥해읍, 신광면, 청하면, 송라면, 기계면, 죽장면, 기북면, 중앙동, 양학동, 죽도동, 용흥동, 우창동, 두호동, 장량동, 환여동
- 남구보건소 - 보건정책과, 건강관리과
- 북구보건소 - 보건정책과, 건강관리과
- 농업기술센터- 농업정책과, 농촌지원과, 축산과, 기술보급과, 농식품유통과

- 건설교통사업본부 - 건설과, 도로시설과, 교통지원과, 대중교통과, 차량등록과

- 맑은물사업본부- 상하수도행정과, 상수도과, 정수과, 하수도과, 하수재생과

- 푸른도시사업단- 녹지과, 공원과, 생태하천과

- 평생학습원 - 평생교육과, 시립도서관, 시립미술관

- 서울사무소

## 같이 보기
- 포항시의회
- 북구청
- 남구청
- 포항공과대학교
- 한국로봇융합연구원